# Acopa perpallida
Acopa perpallida là một loài bướm đêm trong họ Noctuidae.